# Charles Ransonnette
Charles Nicolas Ransonnette est un dessinateur et graveur français né le 27 mai 1791 à Paris où il est mort le 13 décembre 1877. Il est le fils de Pierre Nicolas Ransonnette (1745-1810).

## Biographie
Charles Ransonnette s’intéresse aux décors champêtres des bords de Seine et de Marne. Tantôt utilisant la mine de plomb, tantôt la couleur, il s’attarde sur les détails des arbres, jouant sur les reflets de l’eau.
Charles Ransonnette est le témoin des mœurs de son époque, comme l'aurait fait un reporter à sillonner l'Île-de-France :
- des travailleurs transportant leurs marchandises sur les bords de rivières ;
- des promeneurs sous l’aqueduc d’Arcueil ou au repos devant l’entrée du parc de Meudon ;
- des gens discutant sur l’ancienne île Louviers, avec le Panthéon en arrière-plan.

Il est inhumé au cimetière du Père-Lachaise (17e division).

## Œuvre
Ses « cartes postales » immortalisent les moulins de la Butte aux Cailles ou les moulins de Montmartre ou Longchamp, mais aussi : 
- Gentilly et Louveciennes dans les années 1810
- Paris avec de nombreux dessins de l’île Louviers en 1831, puis Montmartre et Passy
- Saint-Cloud, Créteil et Neuilly, dans les années 1840
- Versailles, dans les années 1850
- Nogent-sur-Marne, dans les années 1860
- Saint-Maur en 1870.

Voir aussi :
- Louis VII dans les défilés de Laodicée en Syrie. 1148. (1840, Antoine-Félix Boisselier [4])
- Ruines du château de Gaillon - par Charles Rauch (1791-1857) illustrateur et Charles Ransonnette graveur - in Guide pittoresque du voyageur en France - Firmin Didot Frères 1834

Un recueil de ses œuvres picturales est conservé par la Bibliothèque nationale de France.

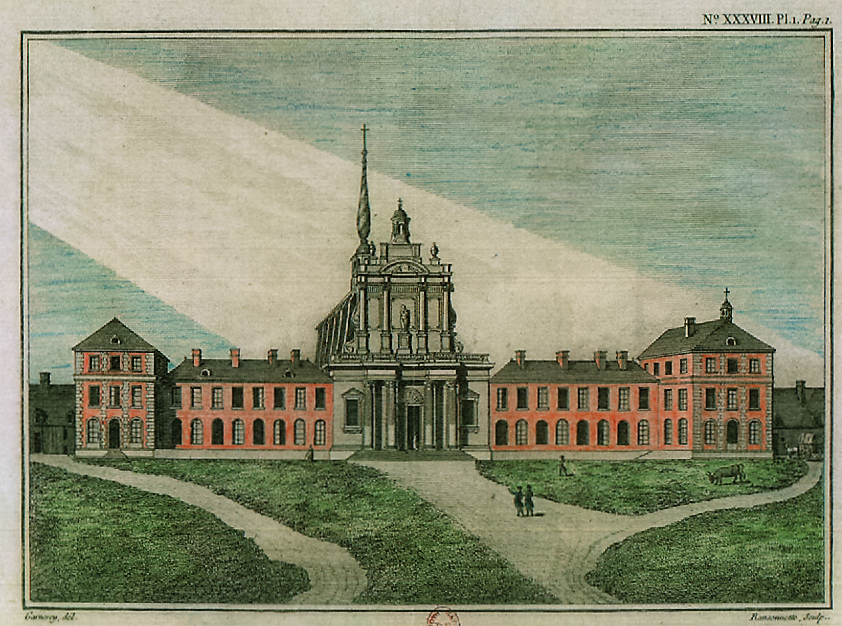
Chartreuse Notre-Dame-de-Bonne-Espérance vers 1780, gravé par Nicolas Ransonnette.
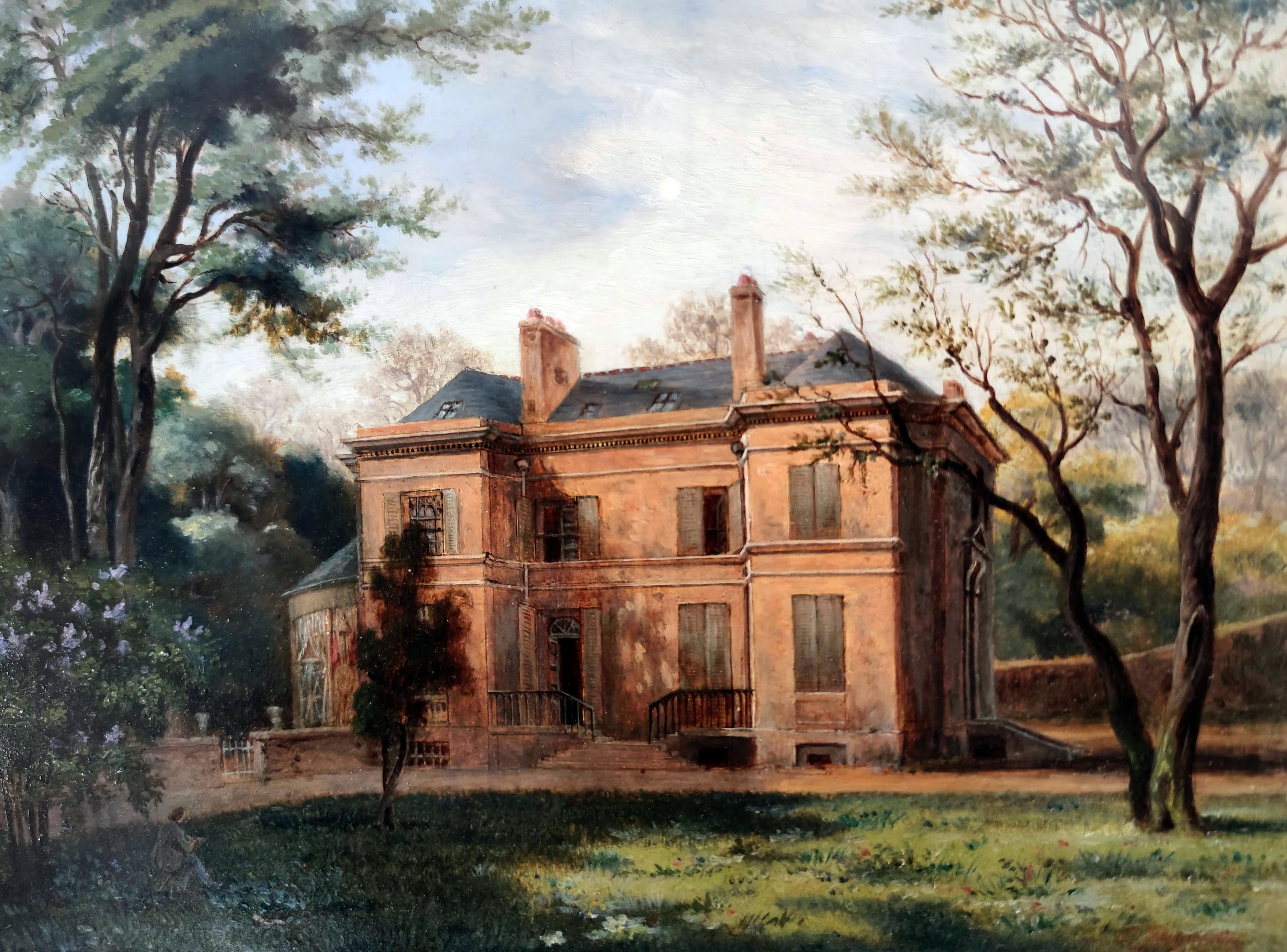
Vue de l'hôtel Bonaparte, rue de la Victoire, en mai 1857 (château de Malmaison).

## Confusion
Il ne doit pas être confondu avec son père Pierre Nicolas Ransonnette (1745-1810) cité à l'article « Sainte-Chapelle » et connu sous l'identifiant  ISNI 0000 0000 6656 0693.